# Brescia Calcio 1982-1983
Questa voce raccoglie le informazioni riguardanti il Brescia Calcio nelle competizioni ufficiali della stagione 1982-1983.

## Stagione
La formazione bresciana, dopo quarantatre anni, disputa un campionato di terzo livello, la Serie C1: inserita nel girone A, si piazza all'undicesimo posto della classifica. In Coppa Italia, in questa stagione riaperta anche alle formazioni di Serie C, le rondinelle escono nella fase a gironi mentre fanno più strada nella coppa di categoria, dove vengono eliminati agli ottavi di finale dalla Sanremese.

## Divise e sponsor
Gli sponsor tecnici per la stagione 1982-1983 sono Tepa Sport e Umbro, mentre lo sponsor commerciale è Watergate.

## Organigramma societario
Area direttiva
- Presidente: Franco Baribbi

Staff tecnico
- Allenatore: Maurizio Bruno (1ª-10ª), Mauro Bicicli (11ª-34ª)

## Rosa

La squadra in campo con la seconda divisa rossa

| N. |                   | Ruolo | Calciatore           |
| -- | ----------------- | ----- | -------------------- |
|    | Italia (bandiera) | P     | Giorgio Pellizzaro   |
|    | Italia (bandiera) | P     | Riccardo Budoni      |
|    | Italia (bandiera) | D     | Pierpaolo Baiguera   |
|    | Italia (bandiera) | D     | Pietro Leali         |
|    | Italia (bandiera) | D     | Alessandro Faccioli  |
|    | Italia (bandiera) | D     | Massimo Mazzucchelli |
|    | Italia (bandiera) | D     | Corrado Merli        |
|    | Italia (bandiera) | D     | Fabio Perinelli      |
|    | Italia (bandiera) | D     | Renato Sali          |
|    | Italia (bandiera) | D     | Danilo Tedoldi       |
|    | Italia (bandiera) | C     | Ivano Bonetti        |
|    | Italia (bandiera) | C     | Stefano Bonometti    |

| N. |                   | Ruolo | Calciatore             |
| -- | ----------------- | ----- | ---------------------- |
|    | Italia (bandiera) | C     | Gianni De Biasi        |
|    | Italia (bandiera) | C     | Pier Luigi Giani       |
|    | Italia (bandiera) | C     | Dario Lazzarin         |
|    | Italia (bandiera) | C     | Giovanni Lorini        |
|    | Italia (bandiera) | C     | Alessandro Quaggiotto  |
|    | Italia (bandiera) | C     | Sandro Walter Salvioni |
|    | Italia (bandiera) | C     | Marco Torresani        |
|    | Italia (bandiera) | A     | Luciano Adami          |
|    | Italia (bandiera) | A     | Alberto Cambiaghi      |
|    | Italia (bandiera) | A     | Vittorio Cozzella      |
|    | Italia (bandiera) | A     | Tullio Gritti          |

## Risultati

### Serie C1

#### Girone di andata
| Arbitro: | Tuveri (Cagliari) |

|                    |           |  |
| Cannata 53’ (rig.) | Marcatori |  |

| Arbitro: | Bruschini (Firenze) |

|  |           |            |
|  | Marcatori | 87’ Perego |

| Arbitro: | Pellicanò (Reggio Calabria) |

|                         |           |                         |
| Zanotti 34’ Baldoni 69’ | Marcatori | 37’ Gritti 40’ Cozzella |

| Arbitro: | Coppetelli (Tivoli) |

|  |           |            |
|  | Marcatori | 74’ Fabbri |

| Arbitro: | Greco (Lecce) |

|                                |           |              |
| Gritti 31’ Cozzella 89’ (rig.) | Marcatori | 59’ Caviglià |

| Sanremo 24 ottobre 1982 6ª giornata | Sanremese          | 0 – 0 | Brescia | Stadio comunale\| Arbitro: \| D'Innocenzo (Roma) \| |
| Arbitro:                            | D'Innocenzo (Roma) |       |         |                                                     |

| Arbitro: | Pellicanò (Reggio Calabria) |

|            |           |              |
| Gritti 61’ | Marcatori | 15’ Galluzzo |

| Arbitro: | Cerquoni (San Severino Marche) |

|                 |           |  |
| Leali 2’ (aut.) | Marcatori |  |

| Firenze 14 novembre 1982 9ª giornata | Rondinella   | 0 – 0 | Brescia | Stadio Gino Bozzi\| Arbitro: \| Bin (Torino) \| |
| Arbitro:                             | Bin (Torino) |       |         |                                                 |

| Arbitro: | Caprini (Perugia) |

|  |           |           |
|  | Marcatori | 65’ Frara |

| Arbitro: | Laudato (Taranto) |

|                             |           |                   |
| Pederzoli 28’ Mulinacci 40’ | Marcatori | 78’, 87’ Cozzella |

| Arbitro: | Felicani (Bologna) |

|              |           |  |
| Cozzella 43’ | Marcatori |  |

| Arbitro: | Betti (Siena) |

|             |           |                            |
| Messina 41’ | Marcatori | 56’ Torresani 76’ Salvioni |

| Brescia 14 dicembre 1982 14ª giornata | Brescia                     | 0 – 0 | Carrarese | Stadio Mario Rigamonti\| Arbitro: \| Pellicanò (Reggio Calabria) \| |
| Arbitro:                              | Pellicanò (Reggio Calabria) |       |           |                                                                     |

| Padova 9 gennaio 1983 15ª giornata | Padova         | 0 – 0 | Brescia | Stadio Silvio Appiani\| Arbitro: \| Luci (Firenze) \| |
| Arbitro:                           | Luci (Firenze) |       |         |                                                       |

| Arbitro: | Fabricatore (Roma) |

|                      |           |            |
| Torresani 36’ (rig.) | Marcatori | 71’ Rondon |

| Arbitro: | Ramicone (Tivoli) |

|                           |           |                     |
| Leonarduzzi 5’ Zanini 78’ | Marcatori | 70’ (rig.) Cozzella |

#### Girone di ritorno
| Arbitro: | Gabbrielli (Prato) |

|              |           |  |
| Salvioni 28’ | Marcatori |  |

| Arbitro: | Greco (Lecce) |

|           |           |            |
| Pistis 1’ | Marcatori | 70’ Gritti |

| Arbitro: | Baroni (Macerata) |

|              |           |  |
| Torresani 8’ | Marcatori |  |

| Arbitro: | Basile (Siracusa) |

|                        |           |            |
| Pecoraro 44’ Tinti 70’ | Marcatori | 43’ Gritti |

| Arbitro: | Felicani (Bologna) |

|           |           |  |
| Tappi 83’ | Marcatori |  |

| Arbitro: | Gava (Conegliano) |

|                                 |           |                                        |
| Torresani 52’ (rig.) Gritti 61’ | Marcatori | 18’, 77’ (rig.) Di Prete 22’ Bertazzon |

| Arbitro: | Amendolia (Messina) |

|             |           |  |
| Capuzzo 23’ | Marcatori |  |

| Brescia 20 marzo 1983 25ª giornata | Brescia           | 0 – 0 | Trento | Stadio Mario Rigamonti\| Arbitro: \| Laudato (Taranto) \| |
| Arbitro:                           | Laudato (Taranto) |       |        |                                                           |

| Arbitro: | Ongaro (Rovigo) |

|                                |           |  |
| De Biasi 26’ Gritti 89’ (rig.) | Marcatori |  |

| Busto Arsizio 10 aprile 1983 27ª giornata | Pro Patria       | 0 – 0 | Brescia | Stadio Carlo Speroni\| Arbitro: \| Da Pozzo (Monza) \| |
| Arbitro:                                  | Da Pozzo (Monza) |       |         |                                                        |

| Arbitro: | Gabbrielli (Prato) |

|                                                 |           |                    |
| Salvioni 6’ Cozzella 26’ Gritti 46’, 84’ (rig.) | Marcatori | 54’, 86’ Mandressi |

| Arbitro: | Ramicone (Tivoli) |

|                   |           |  |
| Talevi 56’ (rig.) | Marcatori |  |

| Arbitro: | Creati (Acireale) |

|                 |           |                    |
| Gritti 46’, 74’ | Marcatori | 83’ (rig.) Messina |

| Arbitro: | Basile (Siracusa) |

|  |           |             |
|  | Marcatori | 5’ De Biasi |

| Arbitro: | D'Innocenzo (Roma) |

|            |           |             |
| Lorini 30’ | Marcatori | 73’ Pezzato |

| Treviso 29 maggio 1983 33ª giornata | Treviso          | 0 – 0 | Brescia | Stadio Omobono Tenni\| Arbitro: \| Ramacci (Latina) \| |
| Arbitro:                            | Ramacci (Latina) |       |         |                                                        |

| Arbitro: | Betti (Siena) |

|                   |           |           |
| 75’ (rig.) Gritti | Marcatori | Tolfo 74’ |

### Coppa Italia

#### Primo turno
| Arbitro: | Baldi (Roma) |

|           |           |                             |
| Adami 90’ | Marcatori | 9’ Bongiorni 78’ Fraschetti |

| Arbitro: | Polacco (Conegliano) |

|  |           |                |
|  | Marcatori | 75’ Di Stefano |

| Arbitro: | Sarti (Modena) |

|  |           |                |
|  | Marcatori | 24’ Quaggiotto |

| Arbitro: | Lanese (Messina) |

|                                                     |           |  |
| Scanziani 9’ Casagrande 26’ Francis 44’ Mancini 63’ | Marcatori |  |

| Arbitro: | Longhi (Roma) |

|            |           |                |
| Gritti 40’ | Marcatori | 32’, 78’ Greco |

### Coppa Italia Serie C

#### Sedicesimi di finale
| Arbitro: | Vecchiatini (Bologna) |

|                         |           |              |
| Talarico 13’ Serami 65’ | Marcatori | 41’ De Biasi |

| Arbitro: | Schiavon (Padova) |

|                                                  |           |  |
| De Biasi 18’, 28’ Salvioni 34’ Radice 73’ (aut.) | Marcatori |  |

#### Ottavi di finale
| Arbitro: | Damiani (Porto d'Ascoli) |

|              |           |                     |
| Cozzella 52’ | Marcatori | 64’ (aut.) Baiguera |

| Arbitro: | Baldini (Piacenza) |

|           |           |  |
| Bozzi 33’ | Marcatori |  |

## Statistiche

### Statistiche di squadra
| Competizione         | Punti | In casa | In casa | In casa | In casa | In casa | In casa | In trasferta | In trasferta | In trasferta | In trasferta | In trasferta | In trasferta | Totale | Totale | Totale | Totale | Totale | Totale | DR |
| Competizione         | Punti | G       | V       | N       | P       | Gf      | Gs      | G            | V            | N            | P            | Gf           | Gs           | G      | V      | N      | P      | Gf     | Gs     | DR |
| -------------------- | ----- | ------- | ------- | ------- | ------- | ------- | ------- | ------------ | ------------ | ------------ | ------------ | ------------ | ------------ | ------ | ------ | ------ | ------ | ------ | ------ | -- |
| Serie C1             | 32    | 17      | 7       | 6       | 4       | 19      | 15      | 17           | 2            | 8            | 7            | 10           | 15           | 34     | 9      | 14     | 11     | 29     | 30     | -1 |
| Coppa Italia         |       | 3       | 0       | 0       | 3       | 2       | 5       | 2            | 1            | 0            | 1            | 1            | 4            | 5      | 1      | 0      | 4      | 3      | 9      | -6 |
| Coppa Italia Serie C |       | 2       | 1       | 1       | 0       | 5       | 1       | 2            | 0            | 0            | 2            | 1            | 3            | 4      | 1      | 1      | 2      | 6      | 4      | +2 |
| Totale               |       | 22      | 8       | 7       | 7       | 26      | 21      | 21           | 3            | 8            | 10           | 12           | 22           | 43     | 11     | 15     | 17     | 38     | 43     | -5 |

### Statistiche dei giocatori
| Giocatore       | Serie C1 | Serie C1 | Serie C1    | Serie C1   | Coppa Italia | Coppa Italia | Coppa Italia | Coppa Italia | Coppa Italia Serie C | Coppa Italia Serie C | Coppa Italia Serie C | Coppa Italia Serie C | Totale   | Totale | Totale      | Totale     |
| Giocatore       | Presenze | Reti     | Ammonizioni | Espulsioni | Presenze     | Reti         | Ammonizioni  | Espulsioni   | Presenze             | Reti                 | Ammonizioni          | Espulsioni           | Presenze | Reti   | Ammonizioni | Espulsioni |
| --------------- | -------- | -------- | ----------- | ---------- | ------------ | ------------ | ------------ | ------------ | -------------------- | -------------------- | -------------------- | -------------------- | -------- | ------ | ----------- | ---------- |
| G. Pellizzaro   | 34       | -29      | ?           | ?          | ?            | ?            | ?            | ?            | ?                    | ?                    | ?                    | ?                    | 34+      | -29+   | ?           | ?          |
| R. Budoni       | 1        | 0        | ?           | ?          | ?            | ?            | ?            | ?            | ?                    | ?                    | ?                    | ?                    | 1+       | 0+     | ?           | ?          |
| P. Baiguera     | 4        | 0        | ?           | ?          | ?            | ?            | ?            | ?            | ?                    | ?                    | ?                    | ?                    | 4+       | 0+     | ?           | ?          |
| P. Leali        | 15       | 0        | ?           | ?          | ?            | ?            | ?            | ?            | ?                    | ?                    | ?                    | ?                    | 15+      | 0+     | ?           | ?          |
| Faccioli        | 4        | 0        | ?           | ?          | ?            | ?            | ?            | ?            | ?                    | ?                    | ?                    | ?                    | 4+       | 0+     | ?           | ?          |
| M. Mazzucchelli | 24       | 0        | ?           | ?          | ?            | ?            | ?            | ?            | ?                    | ?                    | ?                    | ?                    | 24+      | 0+     | ?           | ?          |
| C. Merli        | 27       | 0        | ?           | ?          | ?            | ?            | ?            | ?            | ?                    | ?                    | ?                    | ?                    | 27+      | 0+     | ?           | ?          |
| F. Perinelli    | 5        | 0        | ?           | ?          | ?            | ?            | ?            | ?            | ?                    | ?                    | ?                    | ?                    | 5+       | 0+     | ?           | ?          |
| R. Sali         | 23       | 0        | ?           | ?          | ?            | ?            | ?            | ?            | ?                    | ?                    | ?                    | ?                    | 23+      | 0+     | ?           | ?          |
| D. Tedoldi      | 22       | 0        | ?           | ?          | ?            | ?            | ?            | ?            | ?                    | ?                    | ?                    | ?                    | 22+      | 0+     | ?           | ?          |
| I. Bonetti      | 20       | 0        | ?           | ?          | ?            | ?            | ?            | ?            | ?                    | ?                    | ?                    | ?                    | 20+      | 0+     | ?           | ?          |
| S. Bonometti    | 21       | 0        | ?           | ?          | ?            | ?            | ?            | ?            | ?                    | ?                    | ?                    | ?                    | 21+      | 0+     | ?           | ?          |
| G. De Biasi     | 30       | 2        | ?           | ?          | ?            | ?            | ?            | ?            | 2+                   | 3+                   | ?                    | ?                    | 32+      | 5+     | ?           | ?          |
| P.L. Giani      | 13       | 0        | ?           | ?          | ?            | ?            | ?            | ?            | ?                    | ?                    | ?                    | ?                    | 13+      | 0+     | ?           | ?          |
| D. Lazzarin     | 2        | 0        | ?           | ?          | ?            | ?            | ?            | ?            | ?                    | ?                    | ?                    | ?                    | 2+       | 0+     | ?           | ?          |
| G. Lorini       | 24       | 1        | ?           | ?          | ?            | ?            | ?            | ?            | ?                    | ?                    | ?                    | ?                    | 24+      | 1+     | ?           | ?          |
| A. Quaggiotto   | 10       | 0        | ?           | ?          | 1+           | 1            | ?            | ?            | ?                    | ?                    | ?                    | ?                    | 11+      | 1+     | ?           | ?          |
| S.W. Salvioni   | 31       | 3        | ?           | ?          | ?            | ?            | ?            | ?            | 1+                   | 1+                   | ?                    | ?                    | 32+      | 4+     | ?           | ?          |
| M. Torresani    | 26       | 4        | ?           | ?          | ?            | ?            | ?            | ?            | ?                    | ?                    | ?                    | ?                    | 26+      | 4+     | ?           | ?          |
| L. Adami        | 4        | 0        | ?           | ?          | 1+           | 1            | ?            | ?            | ?                    | ?                    | ?                    | ?                    | 5+       | 1+     | ?           | ?          |
| A. Cambiaghi    | 16       | 0        | ?           | ?          | ?            | ?            | ?            | ?            | ?                    | ?                    | ?                    | ?                    | 16+      | 0+     | ?           | ?          |
| V. Cozzella     | 31       | 7        | ?           | ?          | ?            | ?            | ?            | ?            | ?                    | ?                    | ?                    | ?                    | 31+      | 7+     | ?           | ?          |
| T. Gritti       | 34       | 12       | ?           | ?          | 1+           | 1            | ?            | ?            | ?                    | ?                    | ?                    | ?                    | 35+      | 13+    | ?           | ?          |